# Кутіноерабу
Кутіноерабу-дзіма (яп. 口永良部島) — один з островів Сацунан, зазвичай його відносять до островів Осумі; належить до префектури Каґосіма, Японія. Острів має площу 38,04 км2 та населення 147 людей. До острову можна дістатися лише човном, аеропорт відсутній. Існує регулярний пором до Якусіми, яка розташована 15 км східніше. Шлях займає приблизно 1 годину. Населення в основному зайняте в рибальству, сільському господарстві та сезонному туризмі. Острів лежить в межах національного парку Якусіма.

## Географія

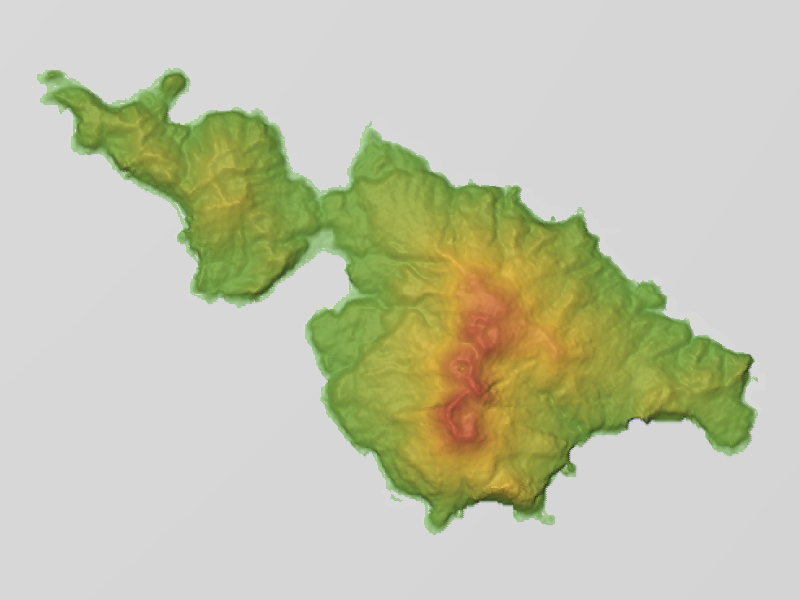
Карта рельєфу.

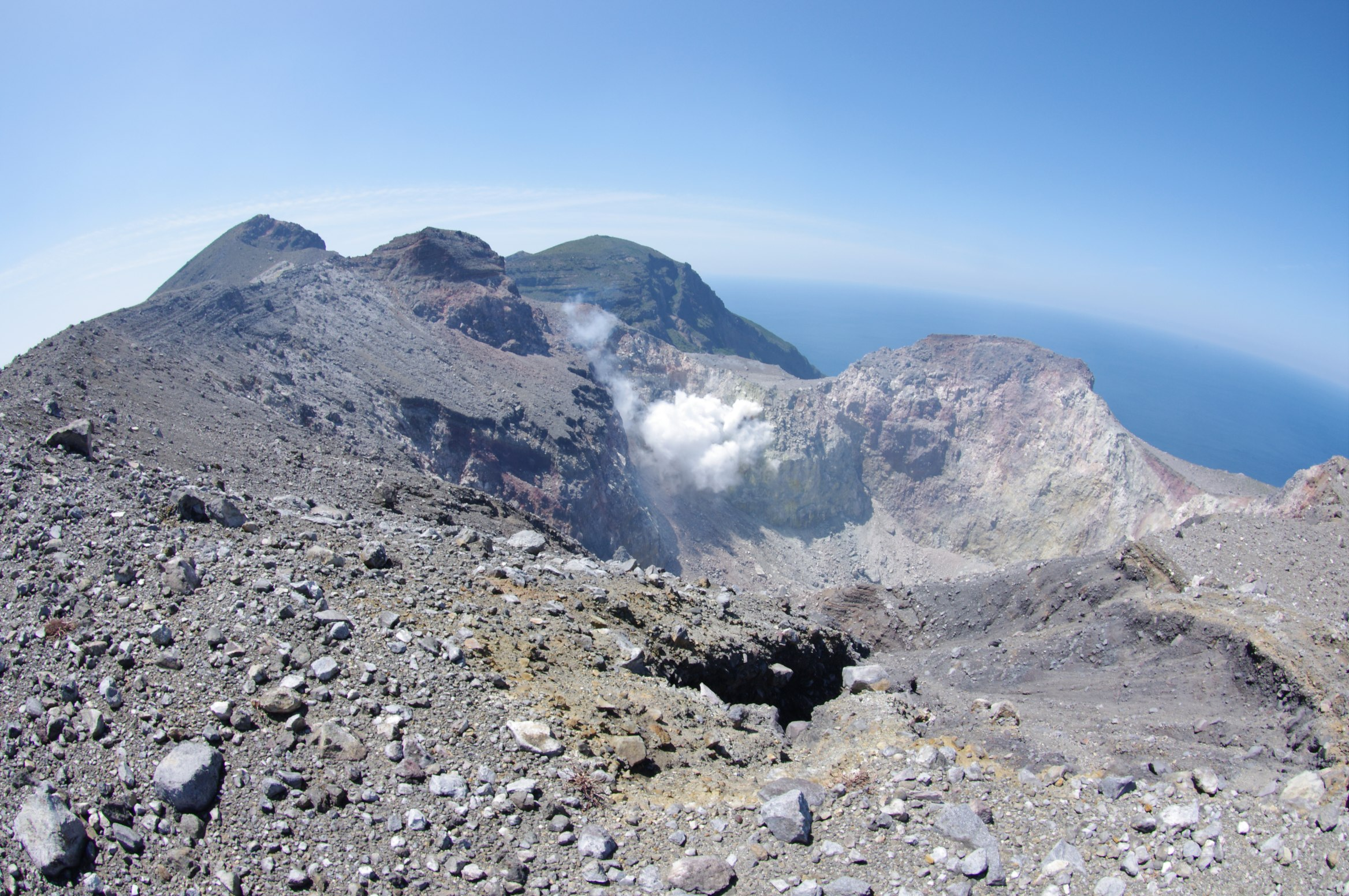
Кратер Шіндаке, 2013 рік.

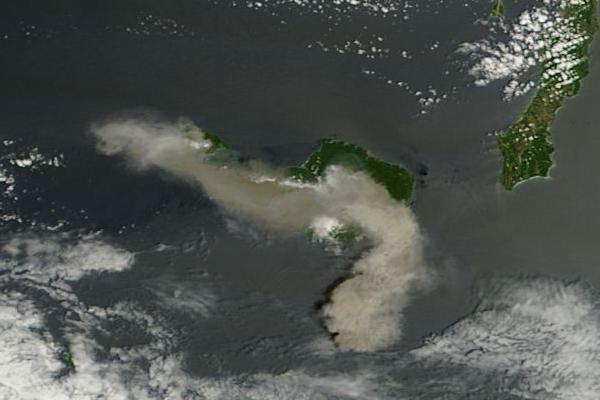
Виверження Шіндаке 2015 року.

Кутіноерабу-дзіма знаходиться в 130 км на південь від міста Каґосіма. Острів має вулканічне походження і має площу 38,04 км2, довжину 12 км та ширину 5 км. Найвищими точками острова є Фурудаке (яп. 古岳) з висотою 657 м та Шіндаке (яп. 新岳) з висотою 640 м над рівнем моря. На острові є численні гарячі джерела.
Острів — діючий вулкан, який кілька разів вивергався протягом сучасного періоду, в тому числі 24 грудня 1933 року, тоді кілька людей загинули, коли лава поховала кілька сіл. У 1980 році вздовж 800-метрової тріщини на східному схилі Шіндаке з'явилися численні кратери внаслідок вибухів. 4 серпня 2014 року відбулося виверження Шіндаке, що супроводжувалося пірокластичним потоком, однак обійшлось без поранень та смертей. Головний кратер вибухнув вранці 29 травня 2015 року, що призвело до евакуації острова.
Клімат острова класифікується як субтропічний, сезон дощів з травня по вересень.

## Історія
Протягом періоду Едо острів Кутіноерабу-дзіма управлявся кланом Сімадзу з домену Сацуми і вважався частиною провінції Осумі. Після реставрації Мейдзі він адміністративно управлявся як село Кутіноерабу-дзіма, яке охоплювало і частину Якусіми. Зараз це частина міста Якусіма, Каґосіма.
Кутіноерабу-дзіма — останнє відоме місце проживання зниклого американського поета Арнольда Крейґа, який відвідував острів у квітні 2009 року, проводячи дослідження для книги про вулкани.

## Виверження вулкану Шіндаке
18 травня 2015 року японські вчені виявили підвищену сейсмічну активність і пару, що піднімалася з кратера Шіндаке, а 29 травня 2015 року виверження підняло хмару попелу на 9 км в небо. Уряд Японії не повідомляв про смертельні випадки, лише одну незначну травму. 140 жителів острова евакуювала берегова охорона Японії. Попередні виверження мали місце в серпні 2014 року та в 1980 році.
Кратер Шіндаке вибухнув 18 грудня 2018 року, викинувши хмару попелу на 2 кілометри вище хмарного покриття. Через тридцять днів, 17 січня 2019 року, відбулося ще одне виверження, що супроводжувалося пірокластичними потоками довжиною в 1,5 кілометра на південний захід та північний захід від кратера, а також хмарою попелу, яка піднялася на 6 кілометрів в атмосферу.